# Masanori Yusa
Masanori Yusa (遊佐 正憲?, Yusa Masanori; Kagawa, 20 gennaio 1915 – Tokyo, 8 marzo 1975) è stato un nuotatore giapponese.
Specializzato nello stile libero ha vinto la medaglia d'oro nella staffetta 4x200 m sl sia ai Giochi olimpici di Los Angeles 1932 che a Berlino 1936; in quest'ultima ha vinto anche l'argento nei 100 m sl.
È diventato uno dei Membri dell'International Swimming Hall of Fame.
È stato primatista mondiale della staffetta 4x200 m sl.

## Palmarès
- Olimpiadi
  - Los Angeles 1932: oro nella staffetta 4x200 m sl.
  - Berlino 1936: oro nella staffetta 4x200 m sl e argento nei 100 m sl.